# Love Is the Law
Love Is The Law fue el sencillo de debut de la banda del Britpop, The Seahorses, lanzado como parte de la promoción de su único álbum de estudio Do It Yourself en 1997. Escrito por el guitarrista  John Squire la canción contiene un largo solo de guitarra al final que fue editado fuera del lanzamiento en formato single. El arte de la portada fue hecho por Squire, también llamado como el sencillo, que fue creada en 1996.

## Track listings
Tomado del single inglés, japonés, y del CD australiano del single
1. "Love Is the Law" – 3:42
2. "Dreamer" – 3:31
3. "Sale of the Century" – 3:50

En la versión inglesa
A. "Love Is the Law" – 3:42
B. "Dreamer" – 3:31

## Créditos y personal
Estudios de grabación
- Grabado y mezclado en los Royaltone Studios (North Hollywood, California)
- Masterizado en el Gateway Mastering (Portland, Maine, US)

Personal
- John Squire – Letra, Arte de la portada(1996)
- Tony Visconti – Producción
- Rob Jacobs – grabación, mezcla
- Jeff Thomas – Ingeniero asistente
- Bob Ludwig – Masterizado
- Matt Squire – Fotografía

## Listas
| Listas (1997)                          | Posición más alta Posición |
| -------------------------------------- | -------------------------- |
| Canadá (RPM Rock/Alternative)          | 3                          |
| Europe (Eurochart Hot 100)             | 17                         |
| Irlanda (IRMA)                         | 11                         |
| Escocia (Scottish Singles Sales Chart) | 1                          |
| Suecia (Sverigetopplistan)             | 38                         |
| Reino Unido (UK Singles Chart)         | 3                          |

| Lista (1997)     | Posición |
| ---------------- | -------- |
| UK Singles (OCC) | 91       |